# Venusia tchraria
Venusia tchraria är en fjärilsart som beskrevs av Charles Oberthür 1893. Venusia tchraria ingår i släktet Venusia och familjen mätare. Inga underarter finns listade i Catalogue of Life.